# Onthophagus ludio
Onthophagus ludio là một loài bọ cánh cứng trong họ Bọ hung (Scarabaeidae).